# 日野時光
日野時光（ひの ときみつ、嘉暦3年（1328年） - 貞治6年（1367年）9月25日）は、鎌倉時代後期から室町時代前期にかけての公卿。

## 官歴
- 時期不明：蔵人頭、左中弁、正四位上
- 延文3年（1358年）：参議、右大弁
- 延文4年（1359年）：従三位、左大弁、越前権守、右衛門督、使別当
- 延文5年（1360年）：権中納言
- 康安元年（1361年）：左衛門督
- 貞治3年（1364年）：正三位
- 貞治6年（1367年）：大中納言

## 系譜
- 父：日野資名
- 姉：日野名子
- 姉妹：日野宣子
- 子：裏松資康
- 子：日野資教
- 子：日野西資国
- 子：日野業子